# Saint-Fons
Saint-Fons är en kommun i departementet Rhône i regionen Auvergne-Rhône-Alpes i östra Frankrike. Kommunen ligger i kantonen Saint-Fons som tillhör arrondissementet Lyon. År 2022 hade Saint-Fons 19 549 invånare.

## Befolkningsutveckling
Antalet invånare i kommunen Saint-Fons
| Referens: INSEE |